# The Velvet Underground
The Velvet Underground was een experimentele rockgroep uit New York die actief was van 1964 tot 1973. Hoewel de groep destijds geen noemenswaardig commercieel succes boekte, geldt The Velvet Underground tegenwoordig als een van de meest vooruitstrevende en invloedrijkste rockgroepen aller tijden.
De klassieke bezetting van de groep bestond uit zanger en gitarist Lou Reed, multi-instrumentalist John Cale, gitarist Sterling Morrison en drummer Maureen Tucker. In 1967 verscheen hun debuutalbum The Velvet Underground & Nico, onder toeziend oog van kunstenaar Andy Warhol en met een gastrol voor zangeres Nico. Dit album wordt gezien als een mijlpaal in de rockgeschiedenis vanwege de innovatieve combinatie van rockmuziek met aleatorische muziek, microtonaliteit en minimale muziek, begeleid door taboedoorbrekende poëzie over de duistere kant van het leven, met onderwerpen als drugsgebruik, sadomasochisme en decadentisme.
Op hun tweede album, White light/White heat uit 1968, klonk de groep nog rauwer en compromislozer dan voorheen. Vanwege meningsverschillen met Reed verliet Cale de groep in 1968 en werd hij vervangen door Doug Yule. Op hun daaropvolgende albums, The Velvet Underground uit 1969 en met name Loaded uit 1970, maakte het experiment plaats voor toegankelijke rockmuziek. Na het vertrek van Reed in 1970 viel de groep langzaam uit elkaar.
In de jaren 90 keerde de groep in haar klassieke bezetting terug voor een reünietournee. Het laatste optreden vond plaats in 1996, bij de introductie van de groep in de Rock and Roll Hall of Fame.

## Biografie

### Voorgeschiedenis
The Velvet Underground werd in 1964 opgericht door Lou Reed en John Cale, twee muzikanten met verschillende achtergronden: Reed werkte als schrijver van popliedjes voor een platenmaatschappij, Cale studeerde klassieke muziek en had al samengewerkt met avant-gardecomponisten als John Cage en La Monte Young. Met The Velvet Underground deden zij een poging om pop en avant-garde met elkaar te verweven. Reed schreef en zong de meeste teksten en speelde gitaar, Cale speelde verschillende instrumenten, waaronder altviool, basgitaar en orgel. Het duo werd versterkt door Reeds studievriend Sterling Morrison op gitaar en Angus MacLise achter het drumstel. MacLise weigerde echter tegen betaling op te treden en werd in 1965 vervangen door Maureen Tucker.

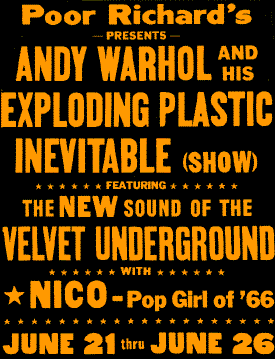
Poster van The Exploding Plastic Inevitable

Eind 1965 werd de groep ontdekt door popartkunstenaar Andy Warhol, die de groep in 1966 door het land liet reizen als onderdeel van zijn multimediashow The Exploding Plastic Inevitable. Op advies van Warhol werd de groep versterkt door het Duitse fotomodel Nico. Zij moest het gebrek aan uitstraling van de groep opvullen en kon enkele van Reeds nummers zingen, maar werd nooit geaccepteerd als volwaardig lid van de groep.

### NicoenWhite light/White heat
De hoes van de debuutplaat, simpelweg The Velvet Underground & Nico getiteld, werd gesierd door een knalgele popartbanaan van de hand van Warhol. De elpee bevatte elf nummers waarbij rock-'n-roll en avant-garde elkaar afwisselden. Mede doordat veel radiostations in verband met de harde teksten weigerden de muziek te draaien bleef het commerciële succes uit en kwam het album niet voorbij plaats 171 in de hitlijsten. De samenwerking met Nico werd na dit album verbroken.
Het tweede album van The Velvet Underground, White light/White heat, klonk nog rauwer dan het debuutalbum. Opnieuw viel de verkoop van de plaat tegen. Heftige meningsverschillen tussen Reed en Cale betekenden het einde van hun samenwerking. Reed dwong Cale om de groep te verlaten en verving hem door Doug Yule.

### The Velvet UndergroundenLoaded

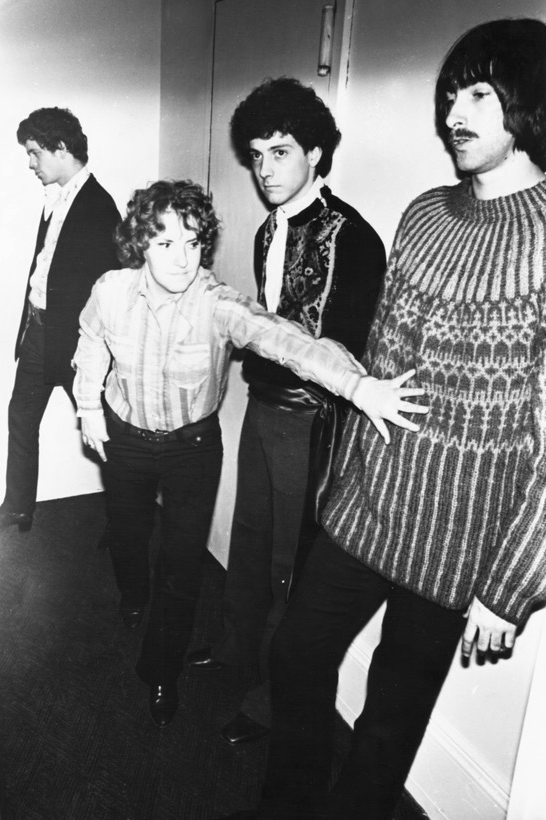
The Velvet Underground in 1968, v.l.n.r.: Lou Reed, Maureen Tucker, Doug Yule en Sterling Morrison

De invloed van Cale werd duidelijk bij het uitbrengen van de derde plaat, The Velvet Underground. De avant-garde was op deze plaat grotendeels verdwenen en maakte plaats voor toegankelijke en soms zelfs tedere rockmuziek. Yule, de nieuwe bassist van de groep, zong een van de nummers in en verzorgde de achtergrondvocalen. Ook Tucker was op twee nummers te horen. Nadat platenmaatschappij MGM Records van management wisselde werd het platencontract van de groep (en van vele andere groepen) echter plotseling stopgezet. Hierdoor bleven vele opnamen bij MGM liggen, die pas in het midden van de jaren 80 werden uitgebracht op de albums VU en Another view. 
De groep tekende in 1970 bij Atlantic Records een nieuw contract voor één album. Omdat het management van deze maatschappij The Velvet Underground verzocht om een album "loaded with hits" aan te leveren, noemden ze dit album Loaded. Na de opnames van dit album verliet Reed plotseling de groep. Om haar topcontract niet te laten floppen besloot Atlantic Records de opnamen zo te mixen dat het geluid van Yule overheerst. Een foto op de hoes suggereert dat Yule alle instrumenten zelf heeft ingespeeld en ook op de artiestenlijst in de hoes wordt Reeds rol gebagatelliseerd: zijn naam staat op de voorlaatste plek. Loaded verkocht redelijk en bevatte enkele radiohits, maar als in 1971 ook Morrison en Tucker de groep verlaten is The Velvet Underground uitgekleed tot een soloproject van Yule.
Loaded wordt als het laatste VU-album gezien. Opvolger Squeeze, geschreven en gecomponeerd door Yule, mag volgens de meeste kenners vergeten worden. Het album was zowel artistiek als commercieel een flop. In 1973 hief Yule The Velvet Underground definitief op.

### Na The Velvet Underground
Zowel Lou Reed, John Cale, Maureen Tucker en Nico hebben na The Velvet Underground met wisselend succes soloalbums uitgebracht. De voormalige groepsleden zagen en spraken elkaar jaren niet, totdat eind jaren tachtig zowel Andy Warhol als Nico overleden. Als herinnering aan Warhol namen Cale en Reed Songs for Drella op. 
De echte reünie volgde in 1993, met de originele bezetting van Reed, Cale, Morrison en Tucker. De groep gaf een aantal concerten en bracht het livealbum Live MCMXCII uit. De geplande Amerikaanse tour en een nieuw album kregen echter geen doorgang nadat Cale en Reed opnieuw ruzie kregen.
In 1995 overleed gitarist Sterling Morrison aan kanker. Toen The Velvet Underground een jaar later in de Rock and Roll Hall of Fame werd opgenomen speelden Reed, Cale en Tucker het nummer Last night I said goodbye to my friend, dat werd opgedragen aan Morrison. In 2013 overleed Lou Reed aan leverfalen.
Op 11 juni 2017 werd de groep onderscheiden met een Grammy Lifetime Achievement Award. Op de ontvangstceremonie kwamen Cale en Tucker na 21 jaar weer bijeen voor een optreden van Sunday morning en I'm waiting for the man.

## Invloed op de popmuziek
Ondanks dat het commerciële succes lang is uitgebleven, wordt The Velvet Underground vandaag de dag als een van de invloedrijkste groepen gezien. Met name debuut The Velvet Underground & Nico is uitgegroeid tot een klassieker. Kort door de bocht genomen zijn er drie muziekgeneraties die hun inspiratie voor een groot deel uit The Velvet Underground haalde. 
De eerste generatie is de rock-'n-roll-beweging uit de jaren 60 en 70. Deze beweging liet zich met name inspireren door het rock-'n-roll-geluid van het derde en vierde album van de groep. Voorbeelden uit deze generatie zijn The Rolling Stones en The Kinks, maar ook David Bowie.
Bij de opkomst van de punkmuziek werd The Velvet Underground opnieuw omarmd. Voornamelijk het rauwe distortion-geluid en de harde teksten van de eerste twee albums werden een invloed voor artiesten als The New York Dolls, Iggy Pop en The Stooges, Patti Smith en The Ramones.
Ook de postpunk- en new wavebewegingen lieten zich deels inspireren door The Velvet Underground. De invloed in dit geval is met name het minimalisme van de debuutplaat, maar ook het gitaargeluid van de groep. Voorbeelden van deze groepen zijn Joy Division, Sonic Youth en de experimentele groepen Yo La Tengo en Half Japanese.
The Velvet Underground was tevens een van de eerste rockgroepen die zijn gitaren alternatief stemden, onder andere als bij de ostrichgitaar.

## Albums

### Studioalbums
- The Velvet Underground & Nico (opgenomen 1966, uitgebracht 1967)
- White light/White heat (1967, 1968)
- The Velvet Underground (1968, 1969)
- Loaded (1970, 1970)
- Squeeze (1972, 1973)

### Live-albums
- Live at Max's Kansas City (1970, 1972)
- 1969: The Velvet Underground live (1969, 1974)
- Live MCMXCII (1993, 1993)
- Final V.U. 1971-1973 (1971-73, 2001)
- Bootleg series volume 1: the quine tapes (1969, 2001)

### Outtake compilaties
- VU (1968-69, 1985)
- Another view (1967-69, 1986)
- What goes on (1966-70, 1993)
- Peel slowly and see (1965-70, 1995)
- Fully loaded (1969-70,1997)

### Best-of compilaties
- Andy Warhol's Velvet Underground (1971)
- The Velvet Underground boxed set (1986)
- The best of The Velvet Underground: words and music of Lou Reed (1989)
- The very best of The Velvet Underground (2003)

### Tributes
- Heaven and hell/A tribute to The Velvet Underground I (1990)
- Heaven and hell/A tribute to The Velvet Underground II (1991)
- Heaven and hell/A tribute to The Velvet Underground III (1992)

### Niet-VU-albums
Tijdens en na The Velvet Underground hielpen de groepsleden elkaar regelmatig met solo-albums:
- Nico - Chelsea girls (1966, 1967) mmv Reed, Cale & Morrison
- Nico - The marble index (1968, 1969) mmv Cale
- Nico - Desertshore (1970) mmv Cale
- Nico - The end (1973, 1974) mmv Cale
- Nico - June 1, 1974 (1974, 1974) mmv Cale
- Lou Reed - Sally can't dance (1974) mmv Yule
- Maureen Tucker - Life in exile after abdication (1988|1989) mmv Reed
- Reed/Cale - Songs for Drella (1990)
- Maureen Tucker - I spent a week there the other night (1991) mmv Reed, Cale & Morrison
- Maureen Tucker - Dogs under stress (1994) mmv Morrison
- Reed, Cale, Nico - Live at Le Bataclan 72 (uitgave 2003, Alchemy Entertainment)

## NPO Radio 2 Top 2000
| Nummer met noteringen in de NPO Radio 2 Top 2000 | '09  | '10  | '11  | '12  | '13  | '14  |
| ------------------------------------------------ | ---- | ---- | ---- | ---- | ---- | ---- |
| Sweet Jane                                       | 1435 | 1455 | 1487 | 1840 | 1256 | 1631 |

1. ↑  Een vetgedrukt getal geeft de hoogste notering aan.
2. ↑  2009 was het eerste jaar met een notering voor dit nummer.
3. ↑  Deze tabel is bijgewerkt tot en met de laatste editie (2024).